# Acontias schmitzi
Acontias schmitzi là một loài thằn lằn trong họ Scincidae. Loài này được Wagner, Broadley & Bauer mô tả khoa học đầu tiên năm 2012.